# Pacifisme
Pacifisme kommer af de latinske ord pax: fred og facere: gøre, og betyder at tage principiel afstand til vold og krig.
Pacifisme er bestræbelsen på at undgå krige. Ifølge pacifismen er krig hverken nødvendig eller forsvarlig, og derfor er pacifisme en udbredt holdning inden for fredsbevægelser, som tager afstand til enhver form for krig, krigsforberedelse og voldsanvendelse som middel til løsning af konflikter. Derfor er mange pacifister militærnægtere, da de ønsker ikke at bære våben.